# MÁV 298
A MÁV 298 sorozatba - amint az a táblázatban is látható - négy különböző gyártmányú szertartályos gőzmozdonyt soroltak, melyek ráadásul még csak azonos nyomtávúak se voltak. A két 600 mm-es nyomtávú mozdony a Szilvásváradi Állami Erdei Vasútnál volt „kölcsönben”, valószínűleg a vasúti talpfaszállításba besegítendő. A 298.001 mozdonyt 1937-ben eladták, egyes források szerint Erdőbényére, ahol Hubertuskő néven üzemelt tovább. A 298,101 pedig Békéscsabára került, itt is selejtezték.
A két 760 mm-es pedig hol valamelyik gazdasági vasút állományában, máskor pedig MÁV pályaszámokkal üzemeltek.
A 600 mm-es nyomtávú 298,001-es eladásával felszabaduló pályaszámot 1947-ben ismét kiosztották egy Krauus Linz gyártmányú mozdonynak, mely akkor a Kecskeméti GV-nél Csaba 8 pályaszámon üzemelt. A mozdony később valószínűleg Ceglédre került, további sorsa ismeretlen. A másik mozdonyról ellentmondó adatok vannak, talán a Szovjetunióból került először Dombóvárra, majd Békéscsabára. Csupán az 1960-as selejtezése tűnik biztosnak.